# Miguel Rodrigues (cầu thủ bóng đá, sinh 1996)
Miguel Rodrigues  (sinh ngày 7 tháng 12 năm 1996) là một cầu thủ bóng đá người Thụy Sĩ thi đấu cho FC Thun ở vị trí hậu vệ.

## Sự nghiệp câu lạc bộ
Vào ngày 31 tháng 3 năm 2018, Rodrigues có màn ra mắt cho FC Thun trong trận đấu tại Giải bóng đá vô địch quốc gia Thụy Sĩ 2017–18 trước Grasshopper.